# Vicky Ward
Victoria Penelope Jane ("Vicky") Ward (Chelmsford, 3 de julho de 1969) é uma autora da lista de best-sellers do New York Times, jornalista investigativa, editora em geral e comentarista de televisão. Em 29 de julho de 2019, ela foi nomeada repórter sênior da CNN. Ela é ex-editora de revistas e jornais. Nascida na Grã-Bretanha, Ward mora em Nova Iorque desde 1997, sendo uma cidadã naturalizada americana desde 2017.

## Infância e educação
Vicky Ward nasceu em 3 de julho de 1969 em Chelmsford, Essex. Ela é filha de Simon Charles Ward, um financista aposentado de Londres, e Myrtle Ward (née East), formada pela Universidade de Dublin. Ela tem duas irmãs mais novas, Antonia Ward e Lucinda Ward. Ward frequentou a Benenden School de 1983 a 1987 e, mais tarde, formou-se em literatura inglesa em Trinity Hall, Universidade de Cambridge, entre 1988 e 1991.

## Carreira
Antes de se mudar para os Estados Unidos em 1997, Ward era colunista e escritor de reportagens do jornal britânico The Independent. Em Nova Iorque, foi editora de reportagens e reportagens do New York Post (1999-2001) e editora executiva de Tina Brown na Talk (2000-2001).
Ward trabalhou como editor colaborador da Vanity Fair (2001–2012) e colunista do London Evening Standard (2007–2011). Seus artigos na Vanity Fair cobriam uma ampla variedade de assuntos: política, finanças, arte, cultura e sociedade. Entre outras coisas, ela escreveu sobre Hewlett Packard, Morgan Stanley, Bruce Wasserstein, um golpe fracassado na África, Catarina, Valerie Plame, czar antiterrorista Dick Clarke, Brooke Astor, Veronica Hearst, Guggenheim, Getty, Phillips de Pury Luxemburgo, St Barths, Vivendi, Jeffrey Epstein, estagiários de Washington, o fundo de cobertura Fairfield Greenwich e Bernard Madoff.
De julho de 2017 a julho de 2019, Ward atuou como editora geral do HuffPost e Huffington Post Highline. Exclusivos do HuffPost escritos por Ward incluíram entrevistas com Erik Prince da Blackwater, o ex-advogado de Trump Michael Cohen e Anthony Scaramucci na Casa Branca e por que ele foi demitido. Para o The Huffington Post Highline, Ward escreveu artigos sobre o chefe de gabinete do vice-presidente Mike Pence, Nick Ayers e a influência de Robert e Rebekah Mercer nas eleições de 2016. Charlie Rose posteriormente a entrevistou.
Em julho de 2019, Ward foi nomeada repórter sênior da CNN. Para a CNN, seus relatórios incluem reportagens sobre o surgimento da mística envolvendo Jeffrey Epstein, o escrutínio dos laços comerciais do gerente de campanha de Trump, Brad Parscale, e a investigação dos laços entre Donald Trump e os associados de Giuliani, Lev Parnas e Igor Fruman, associados a Donald Trump, incluindo um exclusivo na alegação de Parnas de que ele estava em uma "missão secreta" para Trump na Ucrânia.
Ward também é editora geral da revista Town & Country, onde escreve sobre cultura.
Em 2016, Ward escreveu artigos investigativos para a Esquire, incluindo um artigo sobre Jared Kushner e um perfil do especialista em ciberterrorismo nascido na Rússia, Dmitri Alperovitch.
Ward contribuiu para, entre outros, o Financial Times, The New York Times, The Times de Londres, The Sunday Times, The Daily Telegraph, a revista The Spectator do Reino Unido, a British Vogue, a Harper's Bazaar dos Estados Unidos e a Porter. Ela também teve contratos no ar com a CNBC e a Bloomberg TV. Ela aparece regularmente no Morning Joe da MSNBC.
Ward é autora de três livros: o best-seller do New York Times The Devil's Casino em 2010, The Liar's Ball em 2014 e o best-seller do New York Times Kushner, Inc.: Greed. Ambition. Corruption. em 2019. Com foco na história do promotor imobiliário Harry Macklowe, foi anunciado que The Liar's Ball estaria sendo adaptado em longa-metragem por J.C. Chandor e A24 Productions.
Ward apareceu no documentário de 2017 Blurred Lines: Inside the Art World.
Em 2019, Ward disse que seu perfil de 2003 de Jeffrey Epstein na Vanity Fair incluía relatos registrados de Annie e Maria Farmer (que registraram as primeiras queixas criminais conhecidas sobre Epstein), mas que foram posteriormente afetadas pelo artigo de Ward após Epstein pressionar o editor da revista, Graydon Carter. Enquanto pesquisava Epstein, Ward estava grávida de gêmeos e relatou que se sentia obrigada a contratar proteção de segurança para sua unidade de terapia intensiva neonatal depois que Epstein ameaçava seu bem-estar.

## Vida pessoal
Ward conheceu Matthew Doull nos anos 90, quando ambos trabalhavam no The Daily Telegraph. Eles se casaram em julho de 1995 e tiveram dois filhos gêmeos, Orlando e Lorcán, nascidos no início de 2003. Ward e Doull se divorciaram posteriormente.
Um retrato de Ward, tirado pelo fotógrafo Jason Bell, foi exibido na Galeria Nacional de Retratos britânica em 2011 como parte da série "An Englishman in New York", de Bell. A série, incluindo o retrato de Ward, também foi publicada como um livro com o mesmo título.